# Kellerton
Kellerton és una població dels Estats Units a l'estat d'Iowa. Segons el cens del 2000 tenia 372 habitants.

## Demografia
Segons el cens del 2000, Kellerton tenia 372 habitants, 152 habitatges, i 96 famílies. La densitat de població era de 214,4 habitants/km².
Dels 152 habitatges en un 33,6% hi vivien nens de menys de 18 anys, en un 48% hi vivien parelles casades, en un 10,5% dones solteres, i en un 36,2% no eren unitats familiars. En el 30,9% dels habitatges hi vivien persones soles el 20,4% de les quals corresponia a persones de 65 anys o més que vivien soles. El nombre mitjà de persones vivint en cada habitatge era de 2,45 i el nombre mitjà de persones que vivien en cada família era de 3,07.
Per edats la població es repartia de la següent manera: un 30,6% tenia menys de 18 anys, un 8,3% entre 18 i 24, un 24,7% entre 25 i 44, un 19,1% de 45 a 60 i un 17,2% 65 anys o més.
L'edat mediana era de 36 anys. Per cada 100 dones de 18 o més anys hi havia 87 homes.
La renda mediana per habitatge era de 29.000 $ i la renda mediana per família de 33.173 $. Els homes tenien una renda mediana de 19.844 $ mentre que les dones 18.929 $. La renda per capita de la població era d'11.442 $. Entorn del 14,9% de les famílies i el 20,6% de la població estaven per davall del llindar de pobresa.

## Poblacions més properes
El següent diagrama mostra les poblacions més properes.